# Dicranoptycha aurogeniculata
Dicranoptycha aurogeniculata är en tvåvingeart som beskrevs av Alexander 1951. Dicranoptycha aurogeniculata ingår i släktet Dicranoptycha och familjen småharkrankar.
Artens utbredningsområde är Madagaskar. Inga underarter finns listade i Catalogue of Life.